# Colina (paroisse civile)
Pour les articles homonymes, voir Colina.
Colina est l'une des trois paroisses civiles de la municipalité de Petit dans l'État de Falcón au Venezuela. Sa capitale est Pueblo Nuevo de la Sierra.

## Géographie

### Démographie
Hormis sa capitale Pueblo Nuevo de la Sierra, la paroisse civile abrite plusieurs localités dont :
- Cariagüita
- Hueque
- Humoria
- La Ciénaga
- La Encrucijada
- La Montañita
- Las Tres Marias
- Pueblo Nuevo de la Sierra
- Sabana de Humoria
- San Pablo